# Pleurothallis quisqueyana
Acianthera quisqueyana é uma espécie de orquídea nativa da República Dominicana.